# Modeste M'Bami
Modeste M'Bami (Yaoundé, 9 ottobre 1982 – Le Havre, 7 gennaio 2023) è stato un calciatore camerunese, di ruolo centrocampista.

## Biografia
Il 7 gennaio 2023, mentre si trovava a Le Havre, è deceduto a causa di un infarto, aveva 40 anni.

## Carriera

### Club

#### Gli inizi
Modeste M'Bami nasce a Yaoundé, la capitale camerunese nel 1982. La sua formazione calcistica giovanile avviene nella Kadji Sport Academy di Douala, nel 1999 a 16 anni firma per la Dynamo FC Douala, esordendo nel Campionato camerunese dove rimarrà una stagione prima di partire per l'Europa nell'estate 2000. In questi anni è stato sempre nelle nazionali giovanili del Camerun, guadagnandosi anche la qualificazione ai Giochi Olimpici di Sydney, dove col Camerun ha vinto la medaglia d'oro all'età di 17 anni.

#### Sedan
Nell'estate 2000 l'approdo in Europa: viene acquistato dal Sedan, militante in Ligue 1. Nella prima stagione colleziona 10 presenze, con il Sedan che raggiunge il quinto posto finale. Nel secondo anno conquista la maglia da titolare giocando 24 incontri. L'ultima stagione invece gioca quasi sempre, con 35 partite giocate, retrocedendo in Ligue 2.

#### Paris Saint-Germain
Nell'estate 2003 arriva nella capitale francese, Parigi, per giocare nel PSG, firma un contratto di 5 anni, anche se rimarrà solo 3 anni.
Durante la prima stagione faceva coppia a centrocampo con un altro giovane, Lorik Cana, ma nonostante la giovane età i due formarono un'ottima coppia e M'Bami disputò una stagione entusiasmante conquistando con la squadra il secondo posto in campionato, dove mise a segno anche il suo primo gol in Ligue 1 in 35 presenze e vinse per la prima volta la Coppa di Francia da grande protagonista.
La seconda stagione inizia bene ed esordisce bene anche in Champions, ma a dicembre 2004 proprio in coppa con il CSKA Mosca si infortuna e tornerà in campo dopo molto tempo; a fine stagione sono 19 presenze senza reti in campionato con nono posto finale, più 6 gettoni in Europa.
Nella terza stagione parigina, il camerunese fatica a tornare ai livelli pre-infortunio ma gioca comunque 34 match senza gol, con un altro nono posto in Ligue 1; vince comunque la sua seconda Coppa di Francia, prima di lasciare la capitale con 103 presenze tra campionato e coppe e 2 reti.

#### Marsiglia
M'Bami firma per i grandi rivali del Marsiglia il 30 agosto 2006 venendo pagato al PSG 2,5 milioni di Euro, firmando un contratto di tre anni e ritrovando così Cana, con cui avevano fatto faville prima che il secondo si trasferisse al Marsiglia.
M'Bami è solo l'ultimo dei giocatori passati dalla capitale al Marsiglia in quegli anni, come Déhu e Fiorèse nel 2004 o Cana nel 2005.
La prima stagione è sempre titolare, gioca 30 partite con una rete, quella decisiva segnata negli ultimi minuti al Troyes che lo fa entrare nel cuore dei tifosi, il Marsiglia arriva secondo in Ligue 1 dietro al Lione, in Coppa Uefa arriva un'eliminazione al primo turno, in Coppa di Francia invece arriva una sconfitta in finale ai rigori con il Sochaux.
Nel 2007-2008 col Marsiglia arriva terzo in campionato, in Champions l'eliminazione arriva nei gironi, e in Coppa UEFA agli ottavi di finale.
La stagione 2008-2009 deve essere quella della vittoria in campionato, M'Bami gioca 23 partite, ma il Marsiglia arriva secondo dietro al Bordeaux per 3 punti; in Champions League il Marsiglia è eliminato ancora nei gironi, in Coppa Uefa invece ai quarti di finale per mano dello Shakhtar Donetsk.
A giugno 2009 gli scade il contratto triennale e, non rientrando nei piani dell'allenatore Deschamps, lascia il Marsiglia. In questi anni M'Bami ha conosciuto molti alti e bassi, passando da sostituto a titolare e viceversa varie volte senza essere mai davvero riuscito a imporsi definitivamente come titolare; lascia con 100 presenze totali e un gol.

#### Almería
Dopo l'addio al Marsiglia, M'Bami fa diversi provini in club inglesi militanti in Premier League: Bolton, Wolverhampton, Portsmouth e Wigan, proprio in quest'ultimo, dopo diverse settimane di prova la società gli ha offerto un contratto, ma della durata di un solo mese, M'Bami non ha accettato.
Il 1º ottobre 2009 dopo aver superato un provino ha firmato per l'Almería un contratto di un anno, con opzione per altri due.

### Nazionale
Già da giovane mostrò il suo talento, partecipò alla Coppa d'Africa Under 20 in Ghana e al Mondiale Under 20 svoltosi in Nigeria dove segnò una rete agli ottavi di finale nella sconfitta con il Mali.
Esordisce in Nazionale maggiore il 18 giugno 2000 nella vittoria per 3-0 sulla Libia.
Nell'estate 2000, viene convocato dal CT Jean-Paul Akono per la spedizione olimpica a Sydney dove il Camerun vince l'oro, M'Bami ha solo 17 anni e nei quarti di finale col Brasile sigla la rete della vittoria ai tempi supplementari.
Alla Confederations Cup 2003 dove gioca 5 partite e arriva fino alla finale persa con la Francia.
Disputa 2 edizioni della Coppa d'Africa: nel 2004 dove segna una doppietta allo Zimbabwe nella fase a gironi e nel 2008 dove arriva sino alla finale persa con l'Egitto.

## Statistiche

### Cronologia presenze e reti in nazionale
| Cronologia completa delle presenze e delle reti in nazionale ― Camerun | Cronologia completa delle presenze e delle reti in nazionale ― Camerun | Cronologia completa delle presenze e delle reti in nazionale ― Camerun | Cronologia completa delle presenze e delle reti in nazionale ― Camerun | Cronologia completa delle presenze e delle reti in nazionale ― Camerun | Cronologia completa delle presenze e delle reti in nazionale ― Camerun | Cronologia completa delle presenze e delle reti in nazionale ― Camerun | Cronologia completa delle presenze e delle reti in nazionale ― Camerun |
| Data                                                                   | Città                                                                  | In casa                                                                | Risultato                                                              | Ospiti                                                                 | Competizione                                                           | Reti                                                                   | Note                                                                   |
| ---------------------------------------------------------------------- | ---------------------------------------------------------------------- | ---------------------------------------------------------------------- | ---------------------------------------------------------------------- | ---------------------------------------------------------------------- | ---------------------------------------------------------------------- | ---------------------------------------------------------------------- | ---------------------------------------------------------------------- |
| 18-6-2000                                                              | Tripoli                                                                | Libia                                                                  | 0 – 3                                                                  | Camerun                                                                | Qual. Mondiali 2002                                                    | -                                                                      | 86’                                                                    |
| 9-7-2000                                                               | Yaoundé                                                                | Camerun                                                                | 3 – 0                                                                  | Angola                                                                 | Qual. Mondiali 2002                                                    | -                                                                      | 77’                                                                    |
| 4-10-2000                                                              | Saint-Denis                                                            | Francia                                                                | 1 – 1                                                                  | Camerun                                                                | Amichevole                                                             | -                                                                      | 88’                                                                    |
| 17-5-2002                                                              | Copenaghen                                                             | Danimarca                                                              | 2 – 1                                                                  | Camerun                                                                | Amichevole                                                             | 1                                                                      | 46’                                                                    |
| 27-3-2003                                                              | Tunisi                                                                 | Madagascar                                                             | 0 – 2                                                                  | Camerun                                                                | Amichevole                                                             | -                                                                      |                                                                        |
| 30-3-2003                                                              | Tunisi                                                                 | Tunisia                                                                | 1 – 0                                                                  | Camerun                                                                | Amichevole                                                             | -                                                                      |                                                                        |
| 19-6-2003                                                              | Saint-Denis                                                            | Camerun                                                                | 1 – 0                                                                  | Brasile                                                                | Conf. Cup 2003 - 1º turno                                              | -                                                                      |                                                                        |
| 21-6-2003                                                              | Saint-Denis                                                            | Camerun                                                                | 1 – 0                                                                  | Turchia                                                                | Conf. Cup 2003 - 1º turno                                              | -                                                                      |                                                                        |
| 23-6-2003                                                              | Saint-Denis                                                            | Camerun                                                                | 0 – 0                                                                  | Stati Uniti                                                            | Conf. Cup 2003 - 1º turno                                              | -                                                                      | 75’                                                                    |
| 26-6-2003                                                              | Lione                                                                  | Colombia                                                               | 0 – 1                                                                  | Camerun                                                                | Conf. Cup 2003 - Semifinale                                            | -                                                                      |                                                                        |
| 29-6-2003                                                              | Saint-Denis                                                            | Camerun                                                                | 0 – 1 dts                                                              | Francia                                                                | Conf. Cup 2003 - Finale                                                | -                                                                      | 89’                                                                    |
| 25-1-2004                                                              | Susa                                                                   | Camerun                                                                | 1 – 1                                                                  | Algeria                                                                | Coppa d'Africa 2004 - 1º turno                                         | -                                                                      |                                                                        |
| 29-1-2004                                                              | Sfax                                                                   | Camerun                                                                | 5 – 3                                                                  | Zimbabwe                                                               | Coppa d'Africa 2004 - 1º turno                                         | 2                                                                      |                                                                        |
| 3-2-2004                                                               | Monastir                                                               | Camerun                                                                | 0 – 0                                                                  | Egitto                                                                 | Coppa d'Africa 2004 - 1º turno                                         | -                                                                      |                                                                        |
| 8-2-2004                                                               | Monastir                                                               | Camerun                                                                | 1 – 2                                                                  | Nigeria                                                                | Coppa d'Africa 2004 - Quarti di finale                                 | -                                                                      | 33’                                                                    |
| 6-6-2004                                                               | Yaoundé                                                                | Camerun                                                                | 2 – 1                                                                  | Benin                                                                  | Qual. Mondiali 2006                                                    | -                                                                      |                                                                        |
| 18-6-2004                                                              | Misurata                                                               | Libia                                                                  | 0 – 1                                                                  | Camerun                                                                | Qual. Mondiali 2006                                                    | -                                                                      | 86’                                                                    |
| 4-7-2004                                                               | Yaoundé                                                                | Camerun                                                                | 2 – 0                                                                  | Costa d'Avorio                                                         | Qual. Mondiali 2006                                                    | -                                                                      |                                                                        |
| 5-9-2004                                                               | Il Cairo                                                               | Egitto                                                                 | 3 – 2                                                                  | Camerun                                                                | Qual. Mondiali 2006                                                    | -                                                                      | 80’                                                                    |
| 9-10-2004                                                              | Omdurman                                                               | Sudan                                                                  | 1 – 1                                                                  | Camerun                                                                | Qual. Mondiali 2006                                                    | -                                                                      | 46’ 58’                                                                |
| 15-11-2005                                                             | Alès                                                                   | Camerun                                                                | 0 – 0                                                                  | Marocco                                                                | Amichevole                                                             | -                                                                      | 46’                                                                    |
| 3-6-2007                                                               | Monrovia                                                               | Liberia                                                                | 1 – 2                                                                  | Camerun                                                                | Qual. Coppa d'Africa 2008                                              | -                                                                      | 72’                                                                    |
| 17-6-2007                                                              | Garoua                                                                 | Camerun                                                                | 2 – 1                                                                  | Ruanda                                                                 | Qual. Coppa d'Africa 2008                                              | -                                                                      | 75’                                                                    |
| 22-8-2007                                                              | Ōita                                                                   | Giappone                                                               | 2 – 0                                                                  | Camerun                                                                | Amichevole                                                             | -                                                                      | 46’                                                                    |
| 9-9-2007                                                               | Malabo                                                                 | Guinea Equatoriale                                                     | 1 – 0                                                                  | Camerun                                                                | Qual. Coppa d'Africa 2008                                              | -                                                                      | 86’                                                                    |
| 26-1-2008                                                              | Kumasi                                                                 | Camerun                                                                | 5 – 1                                                                  | Zambia                                                                 | Coppa d'Africa 2008 - 1º turno                                         | -                                                                      | 67’                                                                    |
| 30-1-2008                                                              | Tamale                                                                 | Sudan                                                                  | 0 – 3                                                                  | Camerun                                                                | Coppa d'Africa 2008 - 1º turno                                         | -                                                                      |                                                                        |
| 10-2-2008                                                              | Accra                                                                  | Egitto                                                                 | 1 – 0                                                                  | Camerun                                                                | Coppa d'Africa 2008 - Finale                                           | -                                                                      |                                                                        |
| 31-5-2008                                                              | Yaoundé                                                                | Camerun                                                                | 2 – 0                                                                  | Capo Verde                                                             | Qual. Mondiali 2010                                                    | -                                                                      |                                                                        |
| 8-6-2008                                                               | Curepipe                                                               | Mauritius                                                              | 0 – 0                                                                  | Camerun                                                                | Qual. Mondiali 2010                                                    | -                                                                      | 81’                                                                    |
| 14-6-2008                                                              | Dar es Salaam                                                          | Tanzania                                                               | 0 – 0                                                                  | Camerun                                                                | Qual. Mondiali 2010                                                    | -                                                                      |                                                                        |
| 21-6-2008                                                              | Yaoundé                                                                | Camerun                                                                | 2 – 1                                                                  | Tanzania                                                               | Qual. Mondiali 2010                                                    | -                                                                      |                                                                        |
| 6-9-2008                                                               | Praia                                                                  | Capo Verde                                                             | 1 – 2                                                                  | Camerun                                                                | Qual. Mondiali 2010                                                    | -                                                                      | 46’                                                                    |
| 11-10-2008                                                             | Yaoundé                                                                | Camerun                                                                | 5 – 0                                                                  | Mauritius                                                              | Qual. Mondiali 2010                                                    | -                                                                      | 70’                                                                    |
| 19-11-2008                                                             | Rustenburg                                                             | Sudafrica                                                              | 3 – 2                                                                  | Camerun                                                                | Amichevole                                                             | -                                                                      |                                                                        |
| 11-2-2009                                                              | Bondoufle                                                              | Camerun                                                                | 3 – 1                                                                  | Guinea                                                                 | Amichevole                                                             | -                                                                      | 89’                                                                    |
| 28-3-2009                                                              | Accra                                                                  | Togo                                                                   | 1 – 0                                                                  | Camerun                                                                | Qual. Mondiali 2010                                                    | -                                                                      | 59’                                                                    |
| Totale                                                                 |                                                                        | Presenze                                                               | 37                                                                     |                                                                        | Reti                                                                   | 3                                                                      |                                                                        |

## Palmarès

### Club
- Campionato camerunese di Seconda Divisione: 1

Dynamo FC Douala: 2000
- Coppa di Francia: 2

Paris Saint Germain: 2003-2004, 2005-2006

### Nazionale
- Oro olimpico: 1

Sydney 2000